# Верстат
Верста́т (від нім. Werkstatt)  — стаціонарна машина для оброблення деталей і матеріалів. Іноді не зовсім правильно називається станком.
Верстати поділяються:
- за типом оброблюваного матеріалу, у тому числі:
  - Деревообробний верстат
  - Каменеобробний верстат
  - Металорізальний верстат
  - Ткацький верстат
  - Друкарський верстат
- за організацією руху інструмента відносно оброблюваної деталі (більш точно — числом та видами ступенів свободи інструмента та деталі), у тому числі:
  - Свердлильний верстат
  - Токарний верстат
  - Фрезерний верстат
  - Шліфувальний верстат
  - Стругальний верстат
  - Довбальний верстат
- за способом керування:
  - з ручним керуванням
  - з числовим програмним керуванням